# (11777) Hargrave
(11777) Hargrave est un astéroïde de la ceinture principale.

## Description
(11777) Hargrave est un astéroïde de la ceinture principale. Il fut découvert le 16 octobre 1977 à l'observatoire Palomar par Cornelis Johannes van Houten, Ingrid van Houten-Groeneveld et Tom Gehrels. Il présente une orbite caractérisée par un demi-grand axe de 2,39 UA, une excentricité de 0,21 et une inclinaison de 2,3° par rapport à l'écliptique.

## Compléments